# قانون آهن از عملکرد پردازنده
قانون آهن از عملکرد پردازنده (انگلیسی: Iron law of processor performance) در معماری کامپیوتر، قانون آهن عملکرد پردازنده (یا به سادگی قانون آهن عملکرد) یک فرمول ریاضی است که مبادله عملکرد بین پیچیدگی و تعداد دستورالعمل‌های اولیه را که پردازنده‌ها برای انجام محاسبات استفاده می‌کنند، توصیف می‌کند. این فرمول مسئله باعث توسعه RISC (رایانه‌های مجموعه دستورالعمل کاهش‌یافته) شد که معماری مجموعه دستورالعمل آن از مجموعه کوچک‌تری از دستورالعمل‌های اصلی برای بهبود عملکرد استفاده می‌کند. این اصطلاح توسط داگلاس کلارک بر اساس تحقیقات انجام شده توسط کلارک و جوئل امر در دهه ۱۹۸۰ ابداع شد.